# Ron Ziegler
Ronald Louis Ziegler (né le 12 mai 1939 à Covington et mort le 10 février 2003 à Coronado) a été le porte-parole de la Maison-Blanche durant l'administration du président Richard Nixon, de 1969 à 1974, et assistant du président en 1974.
Ziegler est né à Covington, Kentucky. D'abord étudiant au collège à Cincinnati puis à l'université du Sud de la Californie en 1958, il obtient en 1961 avec un diplôme en politique.
Il a travaillé auprès de Nixon durant sa campagne de 1962 en Californie. En 1969, lorsqu'il n'avait que 29 ans, Ziegler devient le plus jeune secrétaire de presse de la Maison-Blanche de toute l'histoire de celle-ci. Il accomplit cette tâche durant ce qui allait être connu comme le scandale Watergate. En 1972, il dément le premier rapport sur le cambriolage à l'hôtel Watergate et ne parle du crime qu'en le qualifiant de vol au troisième degré. Cependant, seulement deux ans après cette déclaration, Nixon doit démissionner sous les menaces de destitution et la plupart des membres de son administration se prépare à divers séjours en prison.
Particulièrement durant la période suivant la démission des cadres de l'administration tels que Bob Haldeman et John Ehrlichman, Ziegler devient l'un des plus proches aides et confidents de Nixon, défendant le président jusqu'à la fin, le priant de ne pas démissionner, mais bien de combattre la demande de destitution du Sénat. Durant ce scandale politique, Ziegler comparaît au moins 33 fois devant le Congrès américain. Après la démission de Nixon en 1974, Ziegler reste très proche de lui ; il était dans l'avion que Nixon prit vers San Clemente au moment même où Gerald Ford devenait le nouveau président des États-Unis.